# Juan Vernal Castro
Juan Vernal Castro Cautín fue un político peruano. 
Nacido en Tarapacá y dedicado a la industria salitrera, fue dueño de la salitrera "Cala" Fue primo del héroe peruano Alfonso Ugarte quien lo mencionó como legatario en su testamento.
En 1881 formó parte de la Asamblea Nacional de Ayacucho convocado por Nicolás de Piérola luego de la Ocupación de Lima durante la Guerra del Pacífico. Este congreso aceptó la renuncia de Piérola al cargo de Dictador que había tomado en 1879 y lo nombró presidente provisorio. Sin embargo, el desarrollo de la guerra generó la pérdida de poder de Piérola por lo que este congreso no tuvo mayor relevancia.
Luego de la Guerra del Pacífico, Vernal Castro siguió viviendo en Tarapacá dedicado a la explotación salitrera.